# خیابان جامپ شماره ۲۱ (فیلم)
خیابان جامپ ۲۱ (به انگلیسی: 21 Jump Street) فیلمی در ژانر اکشن کمدی بر اساس مجموعه‌ای تلویزیونی به همین نام است. این فیلم به کارگردانی «فیل لرد» و «کریس میلر» ساخته‌شده و «جونا هیل» و «میشل باکال» نویسندگان فیلم هستند.

## خلاصه داستان
دو افسر پلیس (هیل و تیتوم) به‌طور مخفی وارد دبیرستانی برای دستگیری یک باند مواد مخدر می‌شوند و در اینجا وارد داستانی پیچیده می‌شوند. اشمیت (جونا هیل) در آنجا با اتفاق‌هایی روبرو می‌شود که به چشم جنکو (چنینگ تیتوم) ناخوشایند می‌آیند و درگیری‌هایی بین آن دو اتفاق می‌افتد…

## بازیگران
| بازیگر      | نقش            |
| ----------- | -------------- |
| چنینگ تیتوم | جنکو           |
| جونا هیل    | اشمیت          |
| بری لارسون  | مالی           |
| آیس کیوب    | کاپیتان دیکسون |
| الی کمپر    | خانم گریگز     |
| دیو فرانکو  | اریک           |
| راب ریگل    | آقای والترز    |
| جانی دپ     | تام هنسن       |